# Reeves Gabrels
Reeves Gabrels (ur. 4 czerwca 1956 w Staten Island) – amerykański gitarzysta, najbardziej znany jako członek zespołu The Cure (od 2012), a wcześniej – Tin Machine (1989–1992). Współpracował również z Davidem Bowiem (1989–1999). Prowadzi własny zespół, Reeves Gabrels & His Imaginary Friends.

## Życiorys i działalność

### XX w.
Reeves Gabrels urodził się 4 czerwca 1956 roku w Staten Island (Nowy Jork). Jak wspominał w wywiadzie dla magazynu Classic Rock będąc dzieckiem wychowywał się w domu wypełnionym muzyką. Jego ojciec był fanem nowojorskiej stacji country WJRZ, podczas gdy jego matka słuchała popowej stacji WABC. Matka zbierała nagrania od The Platters, The Coasters i The Dorsey Brothers, aż po The Beatles: „Była pierwszą osobą, która puściła mi Beatlesów. Pamiętam, jak siedziałem z nią w samochodzie, gdy leciało Love Me Do. Podkręciła radio i wyjaśniła mi, skąd pochodzą Beatlesi, opowiedziała mi o ich fryzurach. To było magiczne”. W młodym wieku otrzymał w prezencie od ojca swoją pierwszą gitarę, potem czym zaczął naśladować grę Jimiego Hendrixa i Erica Claptona.
W latach 70. zaczął uczęszczać do Berklee College of Music, gdzie studiował jazz i aranżację. Zaczął też koncertować, grając głównie tradycyjny pop i country. Odszedł z uczelni po pięciu i pół semestrach, ponieważ nie mógł pogodzić nauki pracą w zespołach.  Grał z różnymi zespołami, w tym z Dark. Dzięki współpracy z nim poznał dziennikarkę i publicystkę Sarę Terry, którą później poślubił. Pracował jako publicysta podczas trasy koncertowej Davida Bowiego „Glass Spider Tour” w 1987 roku. Podczas tej trasy poznał bliżej Bowiego. Pod koniec trasy, jesienią 1987 roku Sara Terry dała Bowiemu jedną z taśm Gabrelsa do przesłuchania. Na początku 1988 roku Bowie skontaktował się z Gabrelsem proponując mu współpracę, która ostatecznie doprowadziła do powstania zespołu Tin Machine. Zespół zadebiutował 22 maja 1989 roku albumem zatytułowanym swoją nazwą. Gabrels był współautorem utworu tytułowego i kilku innych piosenek, w tym „Prisoner of Love”, „I Can't Read”, „Amazing” i „Bus Stop”. W 1991 roku zespół wydał drugi album, Tin Machine II. I tu Gabrels przyczynił się również do jego powstania z utworami „One Shot” i „You Can't Talk”. W 1993 roku zespół zakończył działalność. Bowie i Gabrels postanowili kontynuować współpracę. Gabrels pojawił się jako muzyk sesyjny na kolejnych albumach Bowiego z lat 90., takich jak: Black Tie White Noise (1993), 1.Outside (1995), Earthling (1997) i Hours z (1999). Był również współautorem kilku utworów, w tym „Leon Takes Us Outside”, „A Small Plot of Land” i „Thru These Architects Eyes” (wszystkie z 1.Outside), „Dead Man Walking” (1997) i „Seven” (1999).
Jednocześnie rozpoczął samodzielną działalność, wydając w 1995 roku album The Sacred Squall of Now (na którym gościnnie pojawił się Bowie).
W styczniu 1997 roku Gabrels na próbie przed koncertem z okazji 50. urodzin Davida Bowiego spotkał Roberta Smitha. W tym samym roku wziął udział w nagraniu singla „Wrong Number” zespołu The Cure.
W 2000 wydał swój kolejny album solowy, Ulysses (Della Notte) (na którym ponownie wystąpił Bowie oraz Robert Smith i Dave Grohl). 

### XXI w.

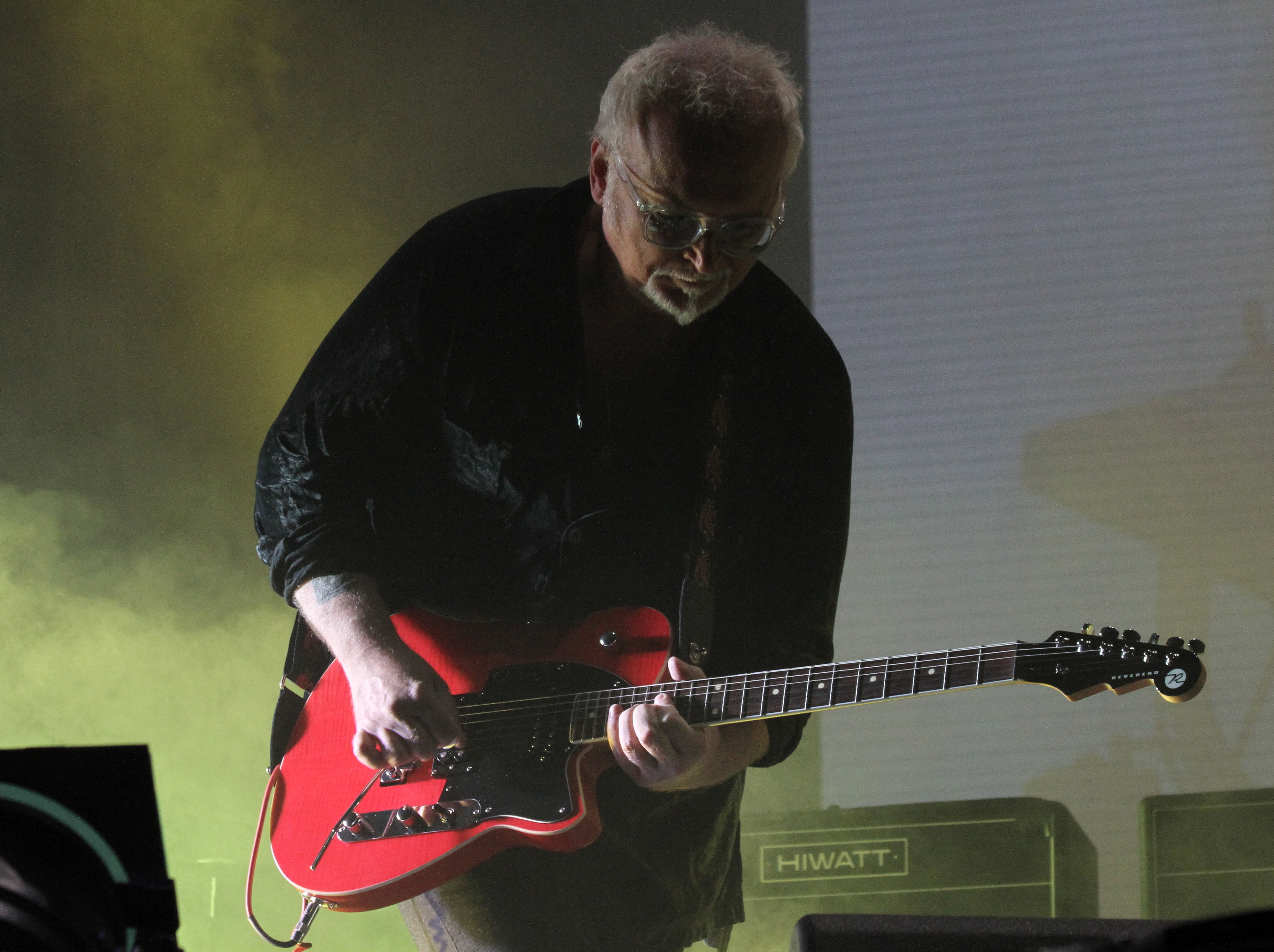
Reeves Gabrels podczas koncertu The Cure na Frequency Festival (2012)

Na początku XXI wieku Gabrels postanowił rozstać się z Bowiem i rozpocząć samodzielną działalność. Dorobił się nawet własnej sygnowanej gitary, „RG 13”, firmy Fernandes. W 2012 roku przyjął propozycję Roberta Smitha wzięcia udziału w letniej, europejskiej  trasie koncertowej The Cure. Został wówczas członkiem zespołu, biorąc następnie udział w nagrywaniu jego albumu studyjnego Songs of a Lost World, który ukazał się w 2024 roku. Wcześniej, w marcu 2019 roku został wraz z zespołem wprowadzony do Rock and Roll Hall of Fame.
Równolegle prowadzi własny zespół, Reeves Gabrels & His Imaginary Friends, który poza nim tworzą: Kevin Hornback – gitara basowa i Marc Pisapia – perkusja, wokal wspierający. Zespół wykonuje muzykę będącą połączeniem rocka, jazzu i bluesa. W 2015 roku wydał album zatytułowany własną nazwą.

## Dyskografia
Lista na podstawie Discogs:
- The Sacred Squall of Now (1995)
- Night In Amnesia (1995) z Davidem Tronzo
- Ulysses (Della Notte) (2000)
- Live 3/28/02 Athens, GA (2002) z: Club D'Elf, Matem Manerim, Brahimem Fribgane, Johnem Medeskim, Misterem Rourkem, Mikiem Rivardem i Erikien Kalbem
- Live... Late... Loud (2003)
- Rockonica (2004)
- Fantastic Guitars (2014) z Billem Nelsonem
- Reeves Gabrels And His Imaginary Friends (2015)
- Imaginary Friends LIVE (2017)